# Megosmidus
Megosmidus is een kevergeslacht uit de familie van de boktorren (Cerambycidae). De wetenschappelijke naam van het geslacht werd voor het eerst geldig gepubliceerd in 1988 door Hovore.

## Soorten
Megosmidus is monotypisch en omvat slechts de volgende soort:
- Megosmidus tuberculatus Hovore, 1988